# Riga (Poli)
Pour les articles homonymes, voir Riga (homonymie).
Riga est un village du Cameroun situé dans la Région du Nord, dans le département du Faro. Administrativement, il est intégré à l'arrondissement de Poli, chef-lieu du Faro, et au lamidat de Tété.

## Population
Lors du recensement de 2005 réalisé par le Bureau central des recensements et des études de population (BUCREP), 148 habitants y ont été dénombrés.

## Climat
Riga bénéficie d'un climat tropical avec une saison des pluies qui a lieu durant l'été. La température annuelle moyenne est de 25.8 °C et la précipitation moyenne par an est de 1368 mm.

## Agriculture
Les habitants de Riga font de l'élévage et pratiquent la pêche.

## Infrastructures
Le Plan communal de développement de Poli recense un puits dans le village de Riga.